# Marian Beitialarrangoitia
Marian Beitialarrangoitia Lizarralde, née le 20 janvier 1968, est une femme politique espagnole membre de Euskal Herria Bildu.
Elle est élue députée de la circonscription du Guipuscoa lors des élections générales de décembre 2015.

## Biographie

### Journaliste basque
Titulaire d'une licence en sciences de l'information et de la communication, elle a principalement travaillé pour la radio. Embauchée par Egin, elle fait ses premiers pas à la radio d'idéologie abertzale Egin Irratia, créée en 1989. Elle s'installe alors à Hernani. Neuf ans plus tard, en 1998, elle intègre la télévision publique basque EiTB et anime un programme matinal sur Euskadi Irratia, après la décision du juge Baltasar Garzón d'ordonner la fermeture d'Egin Irratia. Membre du comité d'entreprise, elle prend une disponibilité en 2007.

### Maire d'Hernani
En vertu de la loi des partis politiques votée en juin 2002 et proposée par le deuxième gouvernement de José María Aznar, de nombreux partis liés à la gauche abertzale ont été illégalisés et n'ont pas pu présenter de candidatures lors des élections municipales de mai 2003, à l'image de l'Action nationaliste basque (ANV). Désignée cheffe de file municipale, Marian Beitialarrangoitia parvient tout de même à enregistrer sa liste grâce au fait que la majeure partie des candidats inclus ne se sont pas présentés lors des élections précédentes. Forte du soutien de 4 187 électeurs représentant 46,3 % des suffrages exprimés, la liste manque de peu la majorité absolue et remporte huit des dix-sept mandats au conseil municipal. Beitialarrangoitia est alors élue maire de ce bastion de la gauche abertzale le 16 juin suivant à la majorité simple et remplace José Rekondo d'Eusko Alkartasuna (EA).
Elle suscite la polémique en janvier 2008 lorsqu'elle demande un « applaudissement » pour Igor Portu et Martín Sarasola — deux membres d'ETA mis en cause dans l'attentat perpétré à l'aéroport de Madrid en juin 2006, qui se disent victimes de torture de la part de la garde civile. Accusée des chefs d'apologie du terrorisme et d'injures graves aux forces et corps de sécurité de l'État, elle est condamnée par l'Audience nationale en juin 2009 à un an de prison et à sept ans d'inhabilitation pour exercer une fonction publique pour le délit d'apologie du terrorisme et absoute du second chef. Le verdict est contesté devant le Tribunal suprême qui la blanchit totalement en mars 2010.
Après l'interdiction et la dissolution de l'ANV, son groupe municipal est dissout mais elle peut assurer la fin de son mandat. Durant son quadriennat, elle met en place un système de tri sélectif des déchets connu sous le nom de « porte à porte » (PaP).
Elle ne se représente pas lors des élections municipales et forales de mai 2011 et cède son fauteuil de maire à Luis Intxauspe. Avec l'élection de Martín Garitano (EH Bildu) comme député général du Guipuscoa, elle est nommée directrice à la Communication de la députation forale du Guipuscoa.

### Députée basque
Elle est investie en troisième position sur la liste présentée par le parti dans la circonscription autonomique de Guipuscoa à l'occasion des élections basques d'octobre 2012, convoquées de manière anticipée par le lehendakari Patxi López après la rupture de l'accord le liant au Parti populaire. Élue au Parlement basque avec huit autres de ses collègues, elle est choisie comme présidente de la commission de l'Environnement et de la Politique territoriale. Elle siège à la commission de l'Emploi, des Politiques sociales et du Logement ainsi qu'à la commission du contrôle parlementaire de la télévision publique régionale.

### Députée nationale
Elle est choisie comme tête de liste de la coalition EH Bildu dans la circonscription du Guipuscoa en vue des élections générales de décembre 2015. Avec 20,87 % des voix, la liste se classe en troisième position derrière le PNV et Podemos et remporte un des six mandats en jeu dans la circonscription. Élue au Congrès des députés, elle est porte-parole à la commission constitutionnelle et à la commission de la Sécurité routière et des Déplacements durables. Elle intègre, en outre, la députation permanente à titre supplétif.
Elle est réélue au terme des élections législatives anticipées de juin 2016 et conserve ses responsabilités à la commission constitutionnelle. Elle devient, en revanche, porte-parole adjointe à la commission de l'Intérieur et à celle de la Sécurité routière mais devient membre titulaire de la députation permanente.

### Retour au Pays basque
Elle ne se représente lors du scrutin législatif suivant d'avril 2019 mais conduit la liste d'EH Bildu dans la circonscription d'Oria dans le cadre des élections aux Juntes générales de la province de Guipuscoa. Alors que son parti remporte 17 des 51 mandats en jeu au niveau de la province, elle est élue membre de l'institution. Elle intègre les commissions des Droits humains et de la Culture démocratique, des Infrastructures routières, et de la Mobilité et de l'Aménagement du territoire.